# Прва суецка офанзива
Прва суецка офанзива је био напад Османског царства против британских снага у Египту за време Првог светског рата. Циљ је био заузимање Суецког канала. Офанзива је започела 28. јануара 1915, а завршила је отоманским повлачењем 3. фебруара 1915.

## Увод
Након уласка Египта у рат у обзир су дошле две врсте претње. Противбританска осећања Арапа у Египту су представљала једну могућност. Друга је могућност био напад отоманске армије на Суецки канал. Турци су прогласили џихад против Велике Британије са намером да се изазове бес Арапа и њихова побуна против Британије. Британци су на то сменили антибританског шефа државе Абаса Другог Хелмија и заменили га са султаном Хусеин Камелом. Стварна опасност је претила од 4. турске армије од 20.000 војника под командом турског министра рата Ђемал-паше. Ђемал-паша је био један од тројице паша, који су контролисали отоманску власт. Напад на Суецки канал предложио је Енвер-паша, који је био главни паша. Да би се заштитили стратешки интереси Британци су до јануара 1915. скупили 70.000 војника у Египту. Генерал Џон Максвел је био главнокомандујући. Имао је највише индијских војника. Турци су имали само три расположива правца до Суецког канала кроз Синај, који је био без друмова и без воде.
- обални правац, на коме је било воде, али био је на удару британских ратних бродова
- централни правац од Биршебе до Исмаилије
- јужни првац између Ел Косаима и Суецког канала

Турци су одабрали централни првац.

## Битка
Средином јануара биле су спремне две турске дивизије и једна резервна са камилама и коњима. За прелазак Синаја требало им је десет дана. Све време су их пратили британски авиони. Велика колона војника дошла је 28. јануара 1915. до Суецког канала, на коме су француски и енглески бродови заузели позиције и отворили су ватру на предње турске јединице. Патроле обе војске сукобљавале су се спорадично 2. фебруара, али пешчана олуја је спречила велики сукоб. У рану зору 3. фебруара уследио је главни турски напад. Турци су се помоћу понтона и сплавова пробијали на другу страну канала. Међутим индијске и енглеске јединице су митраљеском ватром засипали предње редове чамаца и војника. Уследила је паника у турској војсци, па су се многи предали. Други напад је уследио у 6:00, али са упадима северније од тачке прелаза. Напад је спречавала британска војска и топови британских и француских бродова у каналу. До 15:00 напад је престао и уследило је повлачење. Жедни турски војници повукли су се до Биршебе.

## Резултати
Неуспешни напад на Суецки канал узео је животе 1.500 турских војника, а показало се да је мала заинтересованост Арапа за побуну у Египту. Турцима је требало много више војске са бољим снабдевањем за даље нападе на Египат. Британци су са друге стране закључили да је рискантно да се ослањају на канал као обрамбену линију.
Немачки генерал Крес фон Кресенштајн предводио је малу турску војску остатак године изводећи препаде на канал. Идеја је била да се британска пажња задржава тако да морају повећати број војника у Египту и тако смањити број војника за офанзиве као што је било Галипоље. Отоманска армија је постигла циљ, јер су Британци држали много више војске у Египту, него што су очекивали на почетку рата.